# Slovenská Ľupča
Slovenská Ľupča (allemand : Windischlipsch), est un village de Slovaquie situé dans la région de Banská Bystrica.

## Histoire
La première mention écrite du village est de 1250.

## Démographie

### Évolution de la population
| Année:               | 1994. | 2004.   | 2014.   | 2024.   |
| -------------------- | ----- | ------- | ------- | ------- |
| Nombre de personnes: | 2895  | 3130    | 3235    | 3261    |
| Différence:          |       | +8,11 % | +3,35 % | +0,80 % |

| Année:               | 2023. | 2024. |
| -------------------- | ----- | ----- |
| Nombre de personnes: | 3261  | 3261  |
| Différence:          |       | +0 %  |

## Personnalité
- Samuel Reuss (1783-1852), ethnographe, y est né.